# Tadeusz Schiffers

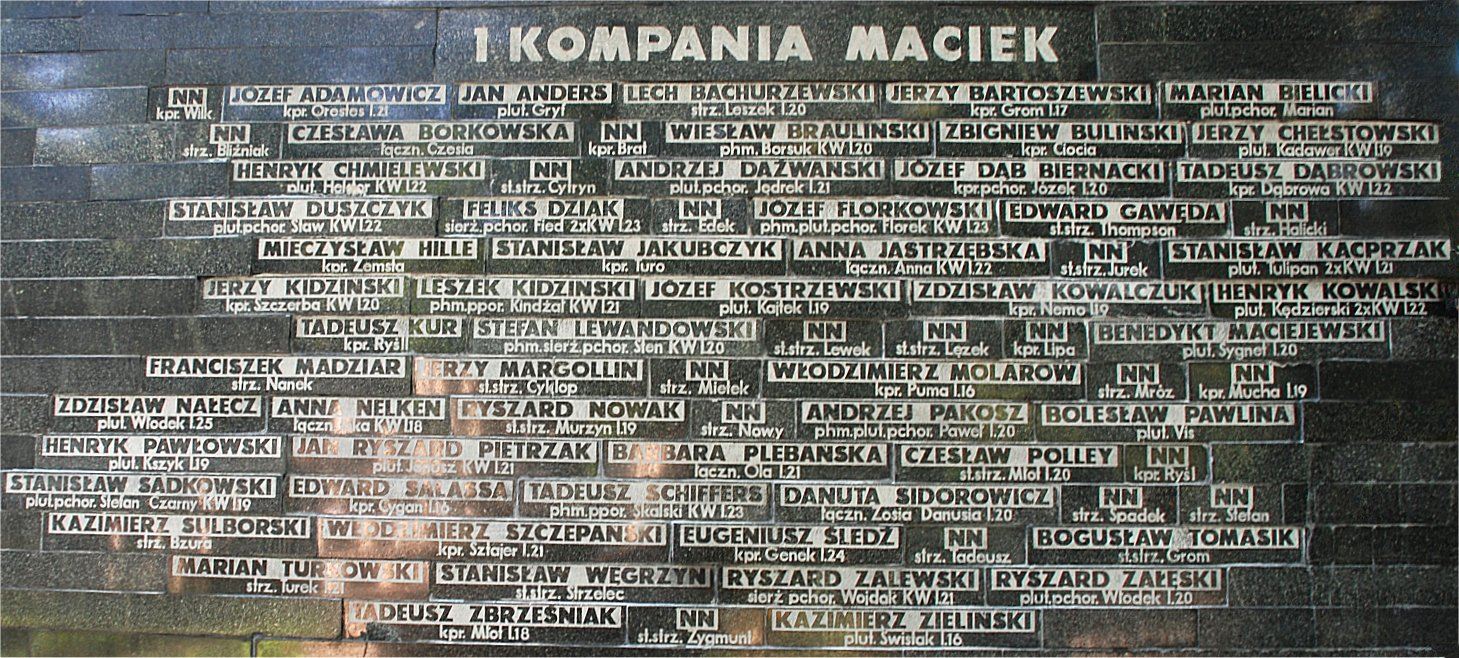
Mogiła symboliczna na Wojskowych Powązkach. Nazwisko Tadeusza Schiffers znajduje się w 11. rzędzie

Tadeusz Schiffers ps. Skalski (ur. 4 marca 1921 w Warszawie, zm. 16 września 1944 tamże) – podporucznik, podharcmistrz, uczestnik powstania warszawskiego jako dowódca II plutonu 1. kompanii „Maciek” batalionu „Zośka” Armii Krajowej.

## Życiorys
Syn Jerzego. Podczas okupacji hitlerowskiej działał w konspiracji. Był członkiem Warszawskich Grupach Szturmowych w hufcu „Wola”. Był tam drużynowym „WL-100".
W powstaniu warszawskim walczył na Woli, Starym Mieście i na Czerniakowie.
Poległ około 16 września 1944 najprawdopodobniej przy ul. Wilanowskiej 18 na Czerniakowie (tam był widziany ostatni raz). Miał 23 lata.
Został odznaczony Krzyżem Walecznych. Jego symboliczna mogiła znajduje się na Powązkach Wojskowych w Warszawie.